# 10ギガビット・イーサネット
10ギガビット・イーサネット (10 gigabit Ethernet, 10GE, 10GbE, 10 GigE) は、イーサネットのうち、10ギガビット毎秒の通信速度を持つネットワーク規格の総称。LAN、WAN、MANに用いられる。

## 概要
10GbEは1GbEに続く通信速度を持つプロトコルとして開発され、最初の規格は2002年6月にIEEE 802.3aeとして標準化された。LANの主流であるイーサネットで初めてWANでの利用を前提とした技術を含む。ファイバーチャネル・オーバー・イーサネット(FCoE)は当技術の利用を前提としており、LANに留まらずストレージエリアネットワークのような高速・高信頼性なネットワークの基礎としても運用されている。
通信には既にギガビット・イーサネットで普及している全二重を使い、半二重、リピーター機構、そしてそれに伴うCSMA/CDはサポートしない（これはデータの送信が終了する前に衝突を検出できないためである）。MACにおけるイーサネットフレーム処理は従来規格と共通している。
物理層の規格には複数ある。ネットワーク機器のポートは、異なる物理層規格をサポートするSFP+などのモジュールによって実装されることが多い。
媒体には、光ファイバー、同軸ケーブル、ツイストペアケーブル、基板上配線の4種類がある。初期にはツイストペアでは必要な周波数特性を確保できないと考えられていたため、まずは光ファイバーによる7種の方式が規定された。2004年〜2007年にかけて同軸ケーブル・ツイストペアケーブルなど銅線媒体による規格が後発している。

## 規格の分類
符号化の方式により、大きく以下の4つに分類される。
- 10GBASE-R: LAN/MAN用途の規格。64b/66b符号化。回線速度は 10.3125 GBaud (ギガボー)。
- 10GBASE-W: WAN接続用途の規格。64b/66bに加え、SONET/SDHの形式に信号変換するもの。回線速度は 9.95328 GBaud。
- 10GBASE-X: 低速伝送を多重化した規格。8b/10b符号化。回線速度は 3.125 GBaud。
- 10GBASE-T: ツイストペアケーブル規格。固有の符号化。回線速度は 0.8 GBaud (=400 MHz)。

| 名称      | 名称        | 規格         | ケーブル   | 距離長 | 用途                      |
| --------- | ----------- | ------------ | ---------- | ------ | ------------------------- |
| 10GBASE-R | 10GBASE-SR  | 802.3ae-2002 | MMF        | 300m   | 光ファイバ短距離          |
| 10GBASE-R | 10GBASE-LR  | 802.3ae-2002 | SMF        | 10km   | 光ファイバ中距離          |
| 10GBASE-R | 10GBASE-ER  | 802.3ae-2002 | SMF        | 40km   | 光ファイバ長距離          |
| 10GBASE-R | 10GBASE-LRM | 802.3aq-2006 | MMF        | 220m   | 古い光ファイバ            |
| 10GBASE-R | 10GBASE-KR  | 802.3ap-2007 | 基板上配線 | 1m     | 高周波回路・省配線        |
| 10GBASE-R | 10GBASE-PR  | 802.3av-2009 | SMF (PON)  | 20km   | 10G-EPON                  |
| 10GBASE-R | 10GPASS-XR  | 802.3bn-2016 | 同軸 (PON) | -      | 10G-EPON延伸HFC           |
| 10GBASE-W | 10GBASE-SW  | 802.3ae-2002 | MMF        | 300m   | 光ファイバWAN短距離       |
| 10GBASE-W | 10GBASE-LW  | 802.3ae-2002 | SMF        | 10km   | 光ファイバWAN中距離       |
| 10GBASE-W | 10GBASE-EW  | 802.3ae-2002 | SMF        | 40km   | 光ファイバWAN長距離       |
| 10GBASE-X | 10GBASE-LX4 | 802.3ae-2002 | SMF        | 10km   | 光ファイバ中距離(低周波)  |
| 10GBASE-X | 10GBASE-CX4 | 802.3ak-2004 | 4対2芯同軸 | 15m    | データセンター内LAN短距離 |
| 10GBASE-X | 10GBASE-KX4 | 802.3ap-2007 | 基板上配線 | 1m     | 低周波回路・多配線        |
| 10GBASE-T | 10GBASE-T   | 802.3an-2006 | Cat.6A     | 100m   | ツイストペア              |
| 10GBASE-T | 10GBASE-T1  | 802.3ch-2020 | 撚対線1対  | 15m    | 車載用ツイストペア        |

## ツイストペアケーブル

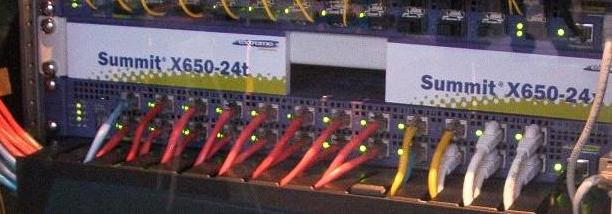
10GBASE-Tインタフェースを持つスイッチ

### 10GBASE-T
2006年に802.3anで標準化。ツイストペアケーブルにより最大100mの10Gbps接続をサポートする。1000BASE-Tと兼用可能なRJ-45のケーブルで接続可能であり、オートネゴシエーションがサポートされることで10GBASE-Tへのスムーズな移行が可能となっているが、ケーブル・コネクタ性能を改善したものに置き換える必要がある。より安価な選択肢として、従来性能のものが使えるように通信速度を落とした2.5GBASE-T・5GBASE-Tも策定されている。

10GBASE-T SFP+

2007年より半導体が出荷されており、これらを用いたスイッチングハブ、レイヤ3スイッチ、サーバ向けネットワークカード(NIC)も出荷されている。SFP+として着脱可能なモジュール製品も登場している。

#### ケーブル
ツイストペアケーブルは主に以下のものが規定され、1000BASE-Tよりもノイズ耐性や周波数特性の高いケーブルが要求される。多くはカテゴリー6AのUTPケーブルが用いられる。
| ケーブル種類 | 周波数特性 | 距離長 | 備考 |
| ------------ | ---------- | ------ | --- |
| Cat.6 UTP    | 250MHz     | 55m    | TIA/EIA TSB-155-A (2007年) で定義され、TIA/EIA-568-C.2-2009 に盛り込まれた。37mまで接続可能、37～55mの範囲ではエイリアンクロストークの状況により条件付きで利用可能、55～100mはAnnex.Cの条件を満たす限り利用可能としている。JEITAやBICSIによると、エイリアンクロストークやノイズに対する耐性が不十分で性能が発揮できない可能性があった。                                                    |
| Cat.6A UTP   | 500MHz     | 100m   | TIA/EIA-568-B.2 Addendum 10 (2008年)で定義され、ISO/IEC 11801:2002 修正1・2 (2008年・2010年)、ANSI/TIA-568.2-D (2018年)で更新されている。ケーブル同士をボンディングした際に生じるエイリアンクロストークを減少させるため外周がやや太い。2008年時点ではノイズ耐性にいくつかの疑義がありSTPが推奨されたが、2011年にTIAはTSB-190によるガイダンスにおいて運用上問題ないとする見解を出している。 |
| Cat.6A STP   | 600MHz     | 100m   | カテゴリー7が ISO/IEC TR 24750:2007 でクラスFとして、カテゴリー6A・7Aが ISO/IEC 11801:2002 修正1・2 (2008年・2010年) でクラスEA・FAとしてそれぞれ定義されている。従来のRJ-45に代わりGG45やTERAコネクタなどが採用された。 |
| Cat.7 STP    | 600MHz     | 100m   | カテゴリー7が ISO/IEC TR 24750:2007 でクラスFとして、カテゴリー6A・7Aが ISO/IEC 11801:2002 修正1・2 (2008年・2010年) でクラスEA・FAとしてそれぞれ定義されている。従来のRJ-45に代わりGG45やTERAコネクタなどが採用された。 |
| Cat.7A STP   | 1000MHz    | 100m   | カテゴリー7が ISO/IEC TR 24750:2007 でクラスFとして、カテゴリー6A・7Aが ISO/IEC 11801:2002 修正1・2 (2008年・2010年) でクラスEA・FAとしてそれぞれ定義されている。従来のRJ-45に代わりGG45やTERAコネクタなどが採用された。 |

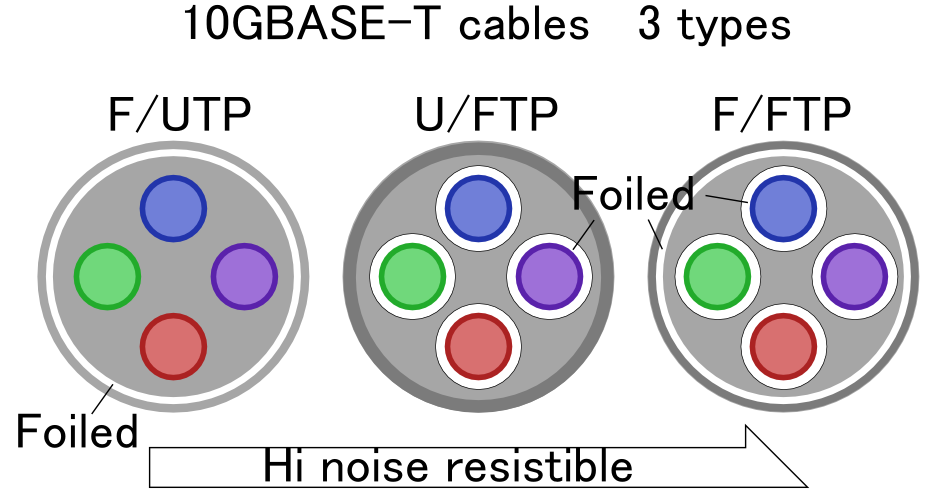
10GBASE-Tで用いるシールド付きケーブル。白い部分がシールド。シールド方式として、外装のみ、内装(ツイストペア)のみ、内外両方の3種が提案され、この順でノイズ耐性が向上する。これらはISO/IEC 11801により名称がそれぞれ与えられている。外装シールドのみの場合はRJ-45コネクタ、内装シールドを用いる場合はTERAやGG45コネクタで接続する。

10GBASE-Tで用いるツイストペアケーブルでは、いくつかの電気的特性が重視される。
ノイズシールド
ノイズシールドの有無でUTP・STPの2種のツイストペアケーブルがある。ノイズ耐性の高いSTPでは、機器側コネクタも異なる形状となり、機器のアース接続も必要となる。特にカテゴリー7ケーブルにはSTPしかないため、これをカテゴリ5や6対応の既存機器に接続するとノイズ源となりえる。STPのシールドには、ケーブル全体を覆うものとツイストペア線を覆うものがあり、方式によってノイズ耐性や接続コネクタが異なる。

ケーブル端のノイズ軽減
ケーブル両端のコネクタ接続部は配線が撚られていない範囲がありノイズ源となりえる。ある日本のケーブル・メーカーでは、カテゴリ5で12mm、カテゴリ7で3mmまでこの範囲を短くしてノイズ源を防いでいる。
周波数特性
主にワイヤ径の違いで決まる。次のようにカテゴリ7以上の特性を持つケーブルも販売されている。
- 0.55mm: 650 MHz
- 0.58mm: 900 MHz
- 0.64mm: 1200 MHz

ACR (Attenuation to Crosstalk Radio, 減衰対クロストーク比)
ケーブルのエイリアンクロストーク耐性を示すSN比。NEXT (Near-End Crosstalk, 近端漏話)およびFEXT (Far-End Crosstalk, 遠端漏話)と伝送損失との割合をdB単位で表す。ISO/IEC 11801で規定され、10GBASE-Tではこれを参照して伝送路の要求性能を定義している。

#### コネクタ
シールド方式によって接続されるコネクタが異なっている。多くはRJ-45が使用される。
| コネクタ     | ケーブル                | 周波数特性 | 概要 |
| ------------ | ----------------------- | ---------- | --- |
| RJ-45 (8P8C) | Cat.6, 6A(UTP), 8.1     | 250 MHz    | 8ピンコネクタ。従来イーサネットのツイストペアケーブル規格で広く普及しているもの。IEC 60603-7で規定され、10GBASE-TではコネクタシールドのないPart 7-4、コネクタシールドのあるPart 7-5の2種が規定されている。 |
| GG45         | Cat.6A(STP), 7, 7A, 8.2 | 600 MHz    | 12ピンコネクタ。ツイストペアが隣接するように対面外側に重複の3〜6ピンを追加したもの。RJ-45と互換性がありUTP接続可能。IEC 60603-7-7で規定。                                                                  |
| ARJ45        | Cat.6A(STP), 7, 7A, 8.2 | 3 GHz      | GG45から従来の3〜6ピンを取り除いたもの。RJ-45と互換性がなくUTP接続不可。IEC 61076-3-110で規定。 |
| TERA         | Cat.6A(STP), 7, 7A, 8.2 | 2 GHz      | 新しい形状を採用したもの。RJ-45と互換性がない。IEC 61076-3-104で規定。 |

#### 変調技術
10GBASE-Tでは、ツイストペアケーブル1組あたり2.5Gbpsの伝送速度を実現するため、以下の技術を利用している。
- データ符号化: DSQ128による16値パルス振幅変調(PAM16)
- 誤り訂正: 低密度パリティ検査符号(LDPC)
- 電力均一化: トムリンソン-原島プリコーディング(Tomlinson-Harashima Precoding, THP)

全体として、以下の符号化手順でデータを送出する。
1. 64ビットごとに1ビットのdata/ctrlヘッダを付加し、65ビットのブロックとする(64B/65B)。
2. 50ブロックをまとめて、3250ビットのフレームとする。
3. スクランブル処理し、さらにCRC8と補助ビット(Auxiliary bit)を付与し3259ビットのフレームとする。
4. 3259ビットを1536ビットと1723ビットのブロックに分割する。
5. 1723ビットのブロックにLDPC(2048, 1723)を適用し、エラー訂正符号325ビットを付与して2048ビットのブロックとする。
6. 1536ビット(=512×3)のブロックから3ビットずつ、2048ビット(=512×4)のブロックから4ビットずつ取り出し、512個の7ビット値に分割する。
7. 7ビット値から2個のPAM16シンボルを生成する(DSQ128)。
8. 生成したPAM16シンボルを4レーンに256個(=512×2÷4)ずつ送出する。
9. (THPで電力均一化する。)

同様の方式は2.5GBASE-Tおよび5GBASE-Tで流用されている。
DSQ128は、802.3anタスクフォース(標準化作業部会)でブロードコム(当時)が開発提案した。1レーン2.5Gbpsの伝送速度の実現にあたり、3.125ビットの情報を持つシンボルを毎秒800メガシンボルの速度で伝送するとSNRやそれに伴う符号誤り率が最も改善することが判明した。そこで、4ビットを持つPAM16シンボルと約3.58ビットを持つPAM12が検討されたが、最終的にPAM16が採用されている。この方式では、7ビットを128状態(=27)のPAM16符号2シンボルに変換する。2シンボルのPAM16では本来256状態(=162)を表現できるが、このうち半分を不使用パターンとして切り捨てることにより3dBのSNR改善を達成している。この改善の仕組みを説明するために市松模様(checkerboard pattern)がよく使われるが、これがDouble SQuare (2つの正方形)を略した符号化名称となった由来である。
10GBASE-Tの通信速度10Gbpsは、符号化前の情報ビット(実際に転送したいデータ)に対するレートに基づく。DSQ128符号では、7ビットの伝送信号から2シンボルを生成して毎秒800メガシンボルで送付するため、ツイストペア1対あたり {\displaystyle 800{\mbox{M[symbol/s]}}\times 7{\mbox{[bit]}}\div 2{\mbox{[symbol]}}=2.8{\mbox{G[bps]}}}、4対で11.2Gbpsの転送能力がある。この伝送信号は、元の情報ビット3200ビット(=64×50)にエラー訂正などを加えた3584ビット(=1536+2048)の一部であるため、伝送信号に含まれる情報ビットの割合は約89.3%(=3200/3584)の符号化効率となり、1対あたり {\displaystyle 2.8{\mbox{G[bps]}}\times {\frac {3200}{3584}}=2.5{\mbox{G[bps]}}}、4対で10Gbpsの転送能力となる。

#### レイテンシ
PHYがXGMII経由で3200ビット入力されてからMDIに256シンボルを出力完了するまでのレイテンシ(ラウンドトリップタイム)は最大2.56マイクロ秒と規定されている。これは音声、高可用性クラスタの相互接続、HPC等で問題になることがあるが、1000BASE-Tを引き続き用いることで回避している。広い帯域を期待するSANは、これがボトルネックとなることがあり、光ファイバやファイバーチャネルを採用することがある。

#### 消費電力
消費電力も問題となっている。登場当時は1ポート当たり20W前後が示唆されており実用レベルではなかった。半導体プロセスの進化による消費電力が低下した現在(2017年)でも3.5～5W程度が必要である。これはSFP+が期待する1W程度に比べはるかに大きく相応の電力供給能力と放熱能力が要求されることを意味する。

### 10GBASE-T1
2020年に802.3chで標準化。車載組み込み機器用途で、1対のツイストペア(シングルペア)で最大15m接続する。2.5GBASE-T1, 5GBASE-T1とともに MultiGBASE-T1 の総称で規定されている。
符号化においては10GBASE-Tの方式と一部共通し、64b/65b変換した符号50ブロックからなる3250ビットフレームの生成までは同様の手順をとる。これに10ビットの管理情報を加えてRS/FEC(360,326)符号を加えることで3600ビットフレームとし、スクランブル処理などを経て最終的に1800シンボルのPAM-4として送出する。回線速度5.625 GBaudによりシングルペアでの10Gbpsを実現している。

## 同軸ケーブル

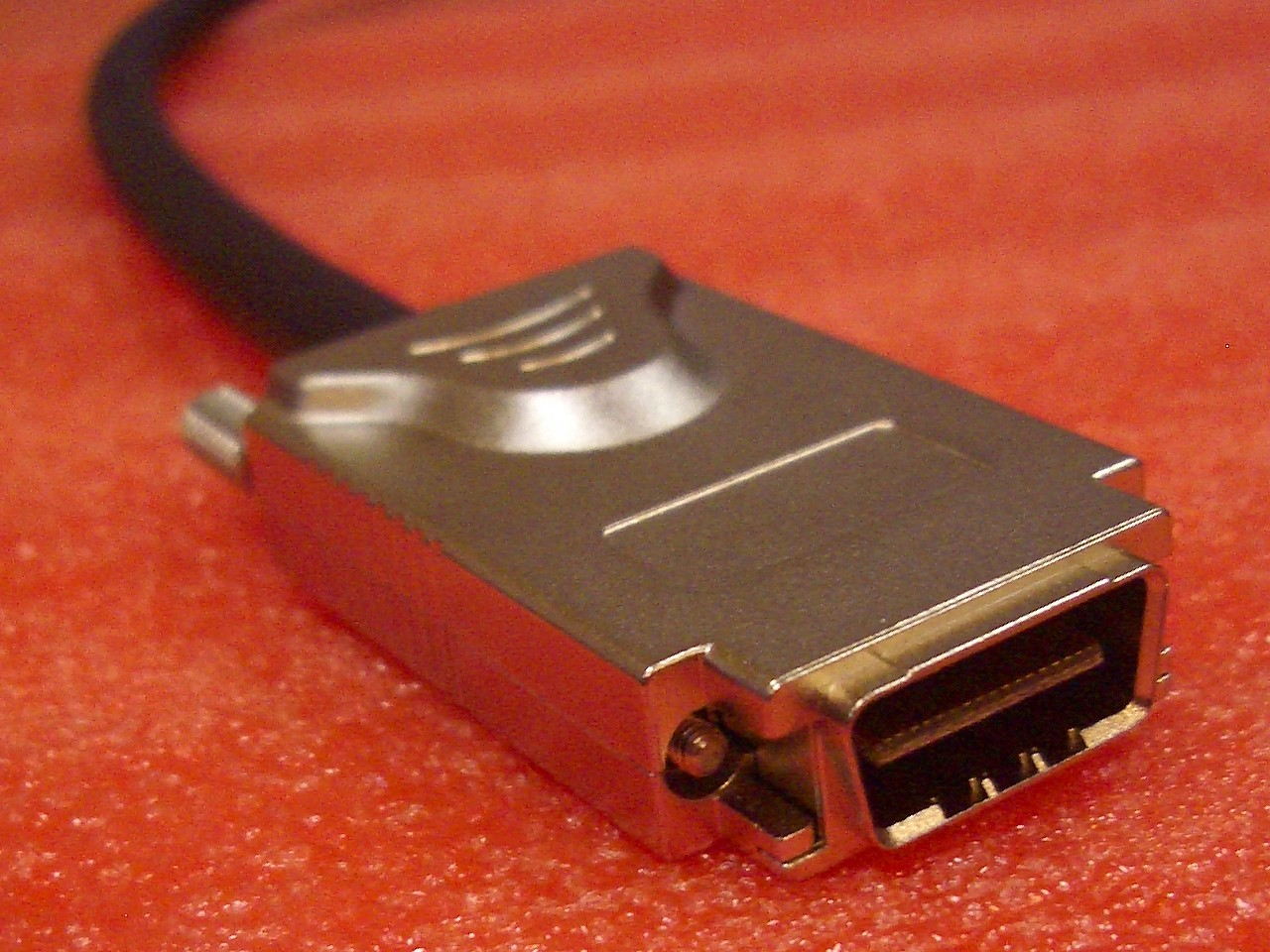
SFF-8470コネクタ

### 10GBASE-CX4
2004年に802.3akで標準化。最長15mの短距離用途。10Gbpsのデータを4分割し、8b/10b変換して4つの伝送路に送るため、伝送路1つあたり3.125 GBaudの通信容量を持つ。4つの伝送路は、双方向でそれぞれ差動信号を使用するため、計16本の導線で構成される。媒体は2芯同軸ケーブル(twinaxケーブル)を意図して規定されているが、同様の電気仕様を充たすもので代替しても良い。
一般にはInfiniBandのコネクタ(SFF-8470)で接続し、XENPAK, X2, XFPなどの挿抜モジュールとして実装される。初期の10GbEとしては最もポート単価が安く、主にスイッチのスタック用途で実装されていた。

### SFP+ダイレクトアタッチケーブル
一般にトランシーバ(SFP+等)を両端に持ち、ケーブルが一体化したものをダイレクトアタッチケーブル(DAC)と呼ぶ。
10ギガビット・イーサネットの場合、現在(2022年2月)の規格ではSFF-8418でSFP+ Direct Attach Cableの名称が用いられており、規格名として10GSFP+Cuが規定されている。
メーカ独自の名称として 10GBASE-CR や 10GBASE-CX1 などとも呼ばれている。
歴史的には、2006年にベンダ間合意規格のSFFタスクフォースが10GSFP+Cuの名称でSFF-8431に規定し、SNIAのSFF-8418に引き継がれた。SFF-8418は「その他の銅線の例」としてSFF-8461に誘導しているが、SFF-8461はFIGURE 1に銅線を使ったアクティブケーブルが例示されているものの、2015年に未完成のまま発行されており、事実上SFF-8418 Section 3に準拠していることのみが要求されている。
SFF-8418のAppendix Eでは2芯同軸ケーブル(twinaxケーブル)などを伝送路とし両端をSFP+で終端させたケーブルモジュールをパッシブケーブルとして規定している。CX4と用途は同じであるが、電気仕様や符号化方式は異なる。
距離長はSFF-8418では直接的には表現されていないが、銅線(Twinaxケーブル)のパッシブDACでは最大7m未満、銅線のアクティブDACでは15m未満である。10GBASE-Tよりもポート単価、消費電力、敷設に優れ、光ケーブルと同等の低レイテンシを実現できる。近距離接続の代替やスイッチのスタック用途として普及している。
相互接続性については、いくつかの制限が発生することがある。
例えば、機器のメーカーは互換性を保証しないSFP+を使用させないことがある。
ダイレクトアタッチケーブルは通常、同一ベンダーのSFP+を両端に持たせる形式となることから、両端の機器のメーカーが異なる場合、片方または両方の機器がダイレクトアタッチケーブル(のSFP+)を互換性がないものとして扱い、使用できないことがありえる。
また、「保証」(サポート)の文脈において、異メーカーの接続にはダイレクトアタッチケーブルを使用せず、光トランシーバー(10GBASE-SR/LC-LC接続等)の使用が推奨されることもある。

### 10GPASS-XR
2016年に802.3bnで標準化。10G-EPON (#10GBASE-PR)を拡張したもので、同軸ケーブル上でEPONプロトコルの利用が可能となったことからEPoC (en:EPON Protocol over Coax)とも呼ぶ。主にHFCのように、プロバイダから設備からの光ファイバ接続を途中で同軸ケーブルに切り替えて加入者と通信する経路で透過的に同一のプロトコルを使うことを意図した仕様となっている。
EPoCでは、プロバイダ側に配置されるCLT (Coax Line Terminal)、加入者側に配置されるCNU (Coax Network Unit)の動作をそれぞれ規定している。これらは、EPONにおけるOLT (Optical Line Terminal)・ONU (Optical Network Unit)に相当し、MAC層の動作もEPONのものと共通する。
物理層では、MDIにF型コネクタを使い、上り・下りの通信ではCATV局などのプロバイダが割り当てた周波数帯でそれぞれRF接続する。符号化においては10GBASE-Rのようにスクランブル処理が行われず、64b/65b変換ブロックをいくつか集めて結合したビット列にCRC40やLDPCによる前方誤り訂正を付加している。

## 光ファイバーケーブル

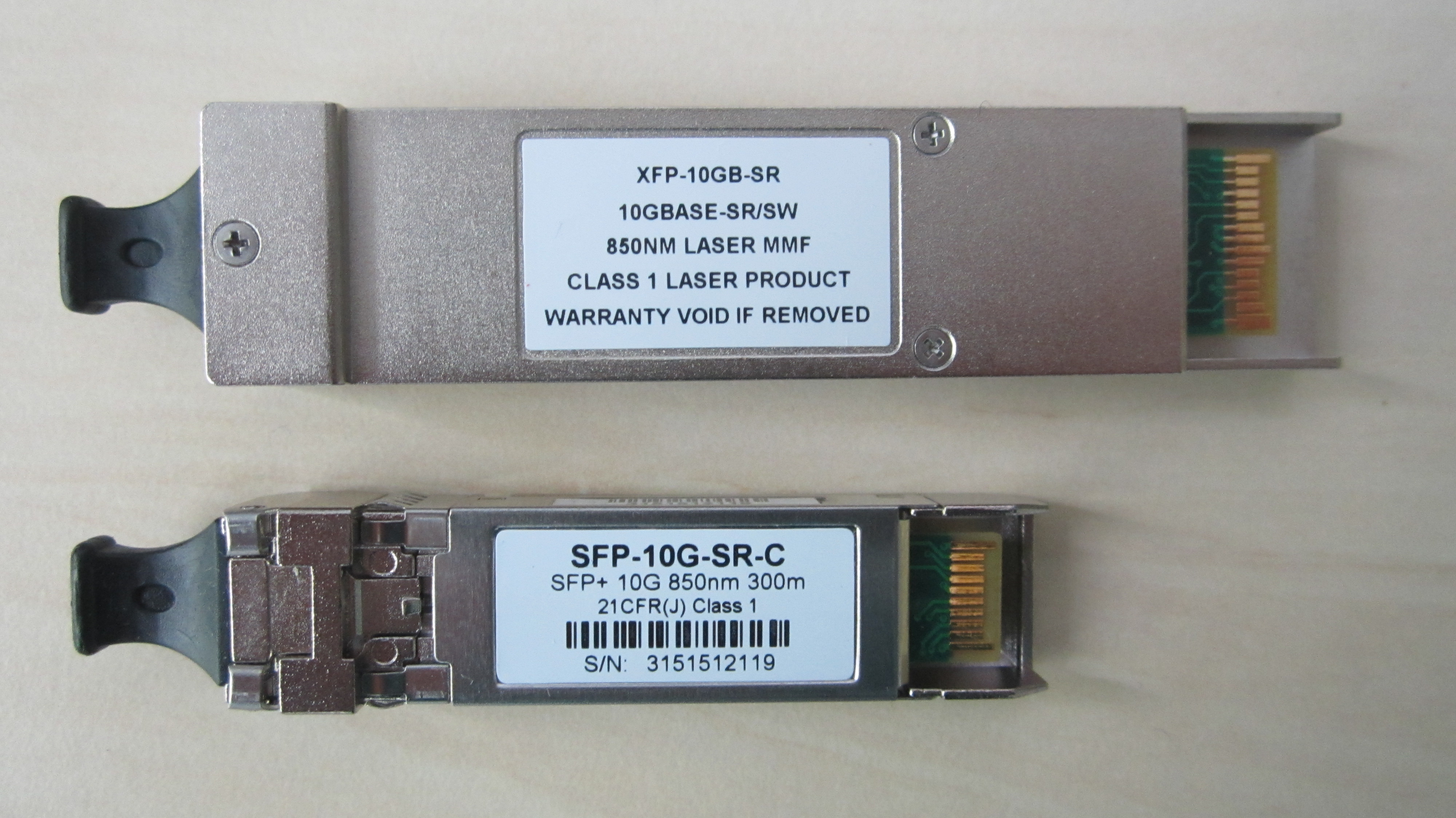
XFP(上)とSFP+(下)

光ファイバーケーブル規格の一覧を示す。
| 名称                    | 規格(項番)                 | ファイバ・距離長                      | 波長                                                | ラインレート [GBaud] | 符号化                    |
| ----------------------- | -------------------------- | ------------------------------------- | --------------------------------------------------- | -------------------- | ------------------------- |
| 10GBASE-SR              | 802.3ae-2002 (Clause49/52) | OM1: 33m OM2: 82m OM3: 300m OM4: 400m | 850 nm                                              | 10.3125              | 64b/66b                   |
| 10GBASE-LR              | 802.3ae-2002 (Clause49/52) | OS2: 10km                             | 1310 nm                                             | 10.3125              | 64b/66b                   |
| 10GBASE-ER (10GBASE-ZR) | 802.3ae-2002 (Clause49/52) | OS2: 40km (80km)                      | 1550 nm                                             | 10.3125              | 64b/66b                   |
| 10GBASE-LRM             | 802.3aq-2006 (Clause49/68) | OM2: 220m OM3: 220m                   | 1310 nm                                             | 10.3125              | 64b/66b                   |
| 10GBASE-LX4             | 802.3ae-2002 (Clause48/53) | OM2: 300m OS2: 10km                   | 4波長WDM: 1275.7, 1300.2, 1324.7, 1349.2 (± 6.7) nm | 3.125                | 8b/10b                    |
| 10GBASE-SW              | 802.3ae-2002 (Clause50/52) | OM1: 33m OM2: 82m OM3: 300m OM4: 400m | 850 nm                                              | 9.95328              | 64b/66b × SONET STS-192c  |
| 10GBASE-LW              | 802.3ae-2002 (Clause50/52) | OS2: 10km                             | 1310 nm                                             | 9.95328              | 64b/66b × SONET STS-192c  |
| 10GBASE-EW (10GBASE-ZW) | 802.3ae-2002 (Clause50/52) | OS2: 40km (80km)                      | 1550 nm                                             | 9.95328              | 64b/66b × SONET STS-192c  |
| 10GBASE-PR              | 802.3av-2009 (Clause75-77) | OS2: 20km                             | PON: 上り 1270 nm, 下り 1577 nm                     | 10.3125              | 64b/66b × RS/FEC(255,223) |

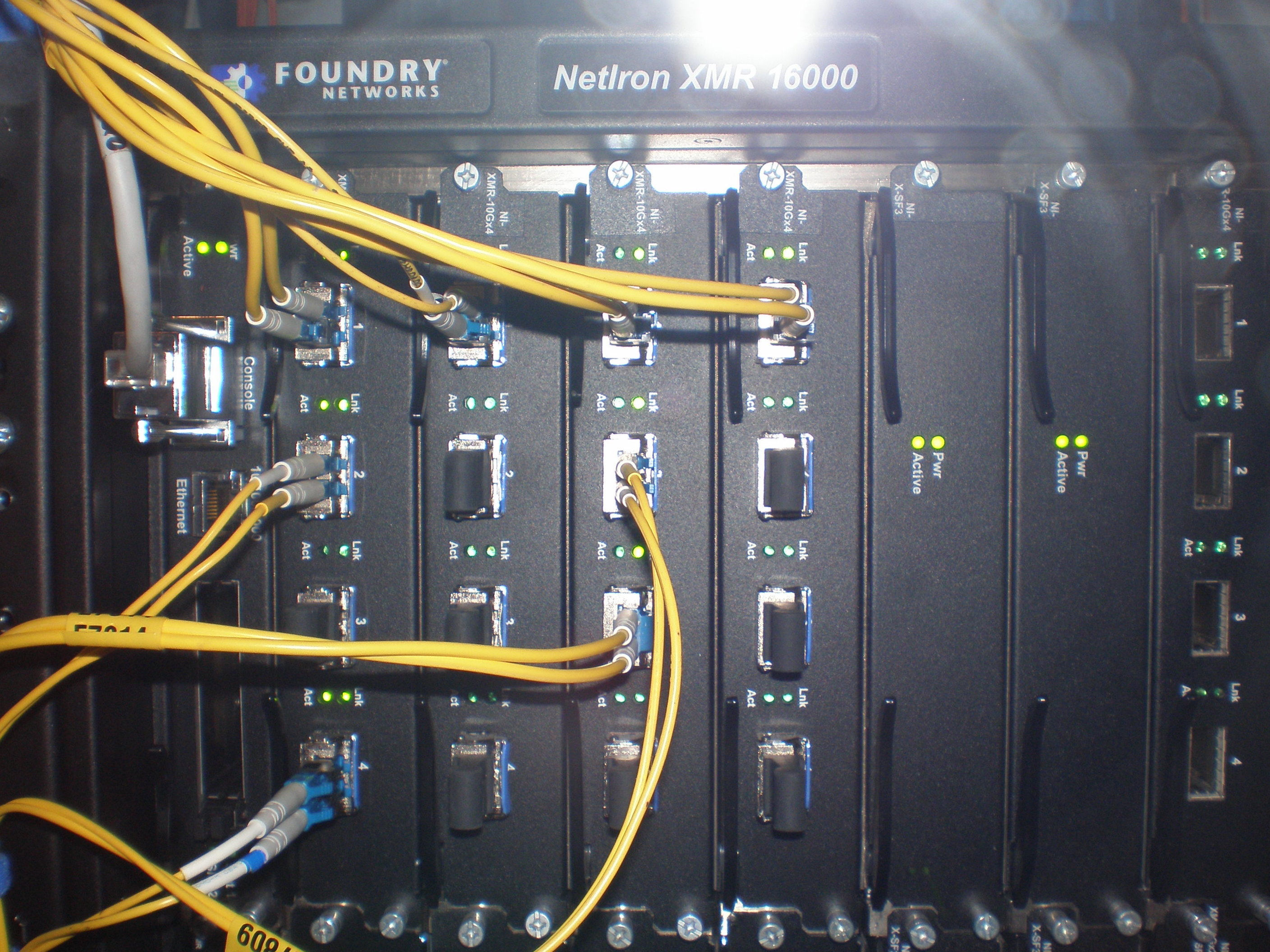
10ギガビット・イーサネットのインタフェースを持つルータ

光ファイバー規格に共通する仕様・実装について、以下にまとめる。
ファイバー種別
ファイバーは以下の2種類を用いる。
- SMF (シングル・モード・ファイバー): 長距離用。ISO/IEC 11801では、OS1, OS2の種類がある。
- MMF (マルチ・モード・ファイバー): 短距離用。ISO/IEC 11801では、OM1, OM2, OM3, OM4などの種類がある。

64b/66b符号化 
10GbE光ファイバ規格の多くで採用される符号化方式。
送信側のPCSは、MACからXGMIIで受け取った送信データを64ビットずつ取り出し、スクランブル処理を行うことで0/1の連続が少ない形式のデータに変換する。これに先頭2ビット「01」「10」いずれかの同期ヘッダを加えて66ビットにする。PMAはこれをシリアル伝送(NRZ)する。
受信側のPCSは受信データの妥当性の検証のため、66ビットおきに同期ヘッダを見て「00」「11」のパターンであればエラーを通知する。異常がなければ、64ビット分のデータをスクランブル復号してMACに引き渡す。
スクランブル処理では多項式 {\displaystyle 1+x^{39}+x^{58}} を用いて排他的論理和を算出している。
なお、10GbE光ファイバ規格の中には、この方式に追加処理を持つ10GBASE-W・10GBASE-PRや、この方式を採らない10GBASE-LX4がある。
光トランシーバー
各ファイバ規格の物理層の一部は、一般に挿抜可能なモジュールによって実装される。代表的なモジュールを以下に挙げる。10GbEでは、主にSFP+が用いられる。これらには公的な標準化はないが、マルチソースアグリーメント(MSA)に準拠している。
| 名称   | MSA      | 電気インタフェイス                   | サイズ[mm]                     |
| ------ | -------- | ------------------------------------ | ------------------------------ |
| XENPAK | INF-8474 | XAUI, 70ピンコネクタ                 | 121 × 38 × 17.4                |
| X2     | INF-8476 | XAUI, 70ピンコネクタ                 | 91 × 36 × 12.00 〜 28.86       |
| XPAK   | INF-8475 | XAUI, 70ピンコネクタ                 | 75.69 × 39.62 × 11.84 〜 24.28 |
| XFP    | INF-8077 | XFI (10Gbpsシリアル), 30ピンコネクタ | 71.1 × 18.35 × 8.5             |
| SFP+   | SFF-8431 | SFI (10Gbpsシリアル), 20ピンコネクタ | 56.5 × 13.7 × 8.5              |

### 10GBASE-SR
| コア径 | モード帯域幅 (850nm波長) | 名称など               | 距離長 |
| ------ | ------------------------ | ---------------------- | ------ |
| 62.5μm | 160 MHz·km               | FDDIグレード           | 26 m   |
| 62.5μm | 200 MHz·km               | OM1                    | 33 m   |
| 50μm   | 400 MHz·km               | -                      | 66 m   |
| 50μm   | 500 MHz·km               | OM2                    | 82 m   |
| 50μm   | 2000 MHz·km              | OM3 (1500MHz・km) 相当 | 300 m  |
| 50μm   | 4700 MHz·km              | OM4 (3500MHz・km) 相当 | 400 m  |

2002年に802.3aeで標準化。MMFを使った850(±10)nm波長の短距離通信(Short Reach)を行う。距離長はコア径・モード帯域幅などファイバ特性によって変わる。1000BASE-SXではOM1やOM2が広く使われていたが、10GBASE-SR/SWではOM3相当のものが要求される。
トランシーバによっては距離長を1/3程度に抑えた省電力・低価格のものがあり、メーカ独自の名称として 10GBASE-SRL (SR lite) と呼ばれている。

### 10GBASE-LR
2002年に802.3aeで標準化。
SMFを使った1310(±45)nm波長の中距離通信(Long Reach)を行う。最長10kmをサポートする。

### 10GBASE-ER
2002年に802.3aeで標準化。SMFを使った波長1550(±15)nm波長の長距離通信(Extended Reach)を行う。最長40kmをサポートする。
トランシーバによっては最大80kmまでサポートするものがあり、メーカ独自の名称として広く 10GBASE-ZR と呼ばれている。

### 10GBASE-LRM
2006年に802.3aqで標準化。
1990年代初頭にFDDIや100BASE-FX用に敷設されたMMFでの接続を目的としたもので、1310(±45)nm波長で最長220mをサポートする。
受信側イコライザに分散補償(EDC)を用いており、これにより62.5μmコアのモード帯域幅が160/500MHz・kmしかないMMFでも通信が可能になった。

### 10GBASE-LX4
2002年に802.3aeで標準化。10Gbpsのデータを4分割し、8b/10b変換してWDMで4信号を同時に送受する。MMF/SMFの両方で使える。
1000BASE-Xで採用している8b/10b変換をそのまま拡張したもので、1信号の伝送速度が2.5Gbps、回線速度は 3.125 GBaudとなる。広帯域幅のMMFや半導体素子など10Gbps回線動作環境が安価になり、WDMのほうが割高となったため廃れた。

### 10GBASE-W
|       | オーバヘッド部 | ペイロード部 (16704列) | ペイロード部 (16704列) | ペイロード部 (16704列)   |
| 576列 | 1列            | 63列                   | 16640列                |                          |
| ----- | -------------- | ---------------------- | ---------------------- | ------------------------ |
| 3行   | SOH            | POH                    | 定型要素 (全ゼロ)      | ペイロード (64b/66b符号) |
| 6行   | LOH            | POH                    | 定型要素 (全ゼロ)      | ペイロード (64b/66b符号) |

- SOH: セクション(Section)オーバヘッド
- LOH: ライン(Line)オーバヘッド
- POH: パス(Path)オーバヘッド

2002年に802.3aeで標準化。距離長によって10GBASE-SW/LW/EWの3種(および規格外の距離長をサポートする10GBASE-ZW)があり、ファイバの伝送特性・距離長などは10GBASE-Rのものと共通する。
符号化処理は、既存のWAN標準であるSONET/SDHへの接続を意図した仕様になっており、イーサネットフレームのデータをSONET/SDHフレームの一部として割り付ける。この処理を行うPCS-PMA間の処理ブロックをWIS (WAN Interface Sublayer)と呼び、これを含む物理層デバイス(PHY)をWAN PHYと呼ぶ。
回線速度は 9.95328 Gbps、 伝送速度は 9.58464 Gbps となり、いずれも他の10GbEよりやや小さい。この回線速度をサポートするOC-192/STM-64 (STS-192c)では、フレームが17280列 × 9行のオクテット配列で構成される。10GBASE-WのWISでは、このうち16640列のサイズを持つペイロードの領域に64b/66b符号を配置し、これを125マイクロ秒おきに送信する。回線速度と伝送速度の比率は、このフレーム全体とペイロードのサイズ比に相当する。さらにデータ転送速度はこの64/66にあたる9.294 Gbps程度となる。
10GBASE-W対応機器をSONET/SDHと接続するには、10GBASE-Wポートを持ったSONET/SDH用の光クロスコネクト(OXC)装置などに収容する必要がある。

### 10GBASE-PR
2009年に802.3avで標準化、2013年に802.3bkで一部拡張。10G-EPONとして、プロバイダ設備からのポイント・ツー・マルチポイント通信を意図した仕様になっている。SMF1本で下りに1577 nm、上りに1270 nmの波長を使う。
1G-EPON (802.3ah)との下位互換性が考慮されており、上り下りの両方で10G動作する対称モード(10GBASE-PR)と、下り10G・上り1Gの非対称モード(10/1GBASE-PRX)がある。さらに、同一拠点で1Gと10GのEPON設備を同時に共存させることも可能である。下りでは、 1Gで1490 nm、 10Gで1577 nmを使い波長分割する。上りでは波長分散の小さい波長帯をともに使うため1Gで1260〜1360 nm、 10Gで1270 nmと重なっておりTDMAで時分割する。
符号化には、64b/66bに加え、RS-FEC(255,223)を追加している。10G・10G対称モードでは両方向に、10G・1G非対称モードでは下りのみFEC付加が必須となる。なお、非対称の上り1Gは、別途1G-EPONのオプションとしてRS-FEC(255,239)が用意されている。
パワーバジェットは4クラス規定されており、10GBASE-PR10, 10GBASE-PR20, 10GBASE-PR30, 10GBASE-PR40 の名称でそれぞれ 20・24・29・33 dB の伝送損失をサポートする。

## 端末側の要件
PCやNASで10ギガビット・イーサネットの速度を活かすには、Lanカードとともに記憶媒体とPC側の接続端子の転送速度にも注意が必要である。さらにメモリをより多く搭載することも推奨される。
- RDMAとSMBダイレクトに対応するオペレーティングシステム
- 転送速度 10Gbps 以上の Lanカード や 「M.2 NVMe SSD」（PCI Express接続も参照）

## 普及

### 日本での使用例
ギガビット・イーサネットまでは順調に普及した一方、10ギガビット・イーサネットは策定から20年ほどたった2020年代になっても、ギガビット・イーサネットより価格が極めて高い、放熱ファンの騒音が大きい、消費電力が大きい等の理由から主に業務用としてしか普及しておらず、一般家庭への浸透は長らく足踏みしている。
日本インターネットエクスチェンジの例
都内5か所の拠点間が40km以内であるため、それぞれのスイッチ間を10GBASE-ERで直接繋いでいる。10km以内のところは10GBASE-LRで繋いでいる。最大4リンクのリンク・アグリゲーションも使っている。
BIGLOBEの例
東京近郊のデータセンター間で利用している。40km以上になる区間には光信号を中継延長する光伝送装置を置いている。
映像制作会社の例
2007年初頭、都内の映像(コンピュータグラフィックス等の)制作会社で社内LANでの採用が始まった。コンポジット作業PCなど高速ディスクアクセス要求が高い場面があった。10GBASE-CX4のネットワークカードをWindows XPに装着し、10ギガビット対応のNAS等と10GBASE-CX4対応の安価なスイッチで運用されている。従来はファイバーチャネル接続のストレージエリアネットワークの守備範囲であったが、安価な点が魅力となっている。ファイバーチャネルに劣る部分もあるものの、共同作業者間でTB単位の大容量データの共有、集約、保護が簡単に行え、業務効率化を安価に実現できる等広まりつつある。そうして制作された映画第一号に「よなよなペンギン」がある。
NURO 光 10G
2015年6月1日よりSo-netから個人宅向け下り10GbpsのFTTHサービス:NURO 光 10Gが提供されている。光回線終端装置から10GBASE-TでPCへ接続する。